# Musée des beaux-arts de Rouen
Il Museo delle belle arti di Rouen è situato nel nord della Francia. Fu fondato nel 1801 da Napoleone Bonaparte, ma l'edificio attuale fu costruito tra il 1880 e il 1888, per poi venire completamente ristrutturato nel 1994. Ospita diverse forme d'arte che vanno dalla pittura alla scultura e dal disegno alle collezioni d'arte decorativa.

## Storia
Costruito tra il 1877 e il 1888 su progetto dell'architetto Louis Sauvageot, il museo vanta una collezione di dipinti, sculture, disegni e oggetti d'arte che vanno dal Rinascimento fino al giorno d'oggi, inclusa una rara collezione di icone russe dal XV fino all'inizio del XIX secolo. Grazie ad una collezione straordinaria donata al museo da François Depeaux nel 1909, viene posto in prima linea tra i musei francesi che trattano l'Impressionismo.
La sala espositiva dei disegni ospita oltre 8000 pezzi che spaziano dal Rinascimento fino al XX secolo. Il museo ospita anche mostre temporanee nonché varie mostre d'arte contemporanea. Nel 2006, il museo ha presentato otto mostre, tra cui "Capolavori dei Musei di Firenze", che ha sollevato il numero di visitatori da 87 000 a 154 000. Le collezioni permanenti sono esposte in 60 sale. Il museo riceve finanziamenti da varie sponsorizzazioni. L'attuale direttore è Laurent Salomé.

## Dipinti
La collezione di dipinti è di particolare interesse: ce n'è almeno uno per ogni scuola europea esistita dal XV al XXI secolo. Tra i più importanti pittori i cui lavori sono messi in mostra nel museo si possono trovare:
- pittori del XVI secolo: il Perugino, Gerard David, François Clouet, Paolo Veronese, Jacopo Bassano e Annibale Carracci, Simon de Châlons.
- pittori del XVII secolo: Pieter Rubens, Antoon Van Dyck, Caravaggio, Guercino, Luca Giordano, Diego Velázquez, Jusepe de Ribera, Philippe de Champaigne, Simon Vouet, Pierre Mignard, Laurent de La Hyre, Nicolas Poussin, Eustache Le Sueur e John Michael Wright.
- pittori del XVIII secolo: Hyacinthe Rigaud, Jean-Honoré Fragonard, François Boucher, Francesco Guardi, Pietro Longhi, Hubert Robert ed Élisabeth Vigée Le Brun.
- pittori del XIX e XX secolo, particolarmente presenti con molti capolavori e una straordinaria collezione impressionista: sono in mostra dipinti di Jacques-Louis David, Jean-Auguste-Dominique Ingres, Théodore Géricault, Eugène Delacroix, Édouard Joseph Dantan, Jean-Baptiste Camille Corot, Gustave Moreau, Gustave Caillebotte, Alfred Sisley, Pierre-Auguste Renoir, Camille Pissarro, Eugène Carrière, Edgar Degas, Claude Monet, Raoul Dufy, André Derain, Édouard Vuillard, Amedeo Modigliani, Jacques Villon, Marcel Duchamp, Jean Dubuffet e Robert Antoine Pinchon.